# جوان‌بخاراییان
جوان‌بخاراییان یا بخاراییان جوان یک انجمن مخفی بود که در سال ۱۹۰۹ در بخارا تأسیس شد و بخشی از جنبش جدیدیسم بود که به دنبال اصلاح و نوسازی آسیای میانه در راستای خطوط علمی غربی بود.
در مارس ۱۹۱۸ آن‌ها تلاش کردند تا با کمک تاشکند شوروی قدرت را در بخارا به دست آورند، ولی به ناچار از دست امیر امیر عالم‌خان به تاشکند فرار کردند. آن‌ها سپس در ماه مه ۱۹۲۰ بازگشتند و این بار موفق شدند: ارتش سرخ بخارا را تصرف کرد و جوان‌بخاراییان اولین دولت جمهوری خلق شوروی بخارا بخاران را تشکیل دادند. اکثر اعضا طی سال‌های ۱۹۳۶–۱۹۳۸ پاکسازی شدند.
با گسترش کار آن‌ها رسانه‌ها و مطبوعاتی همچون سمرقند، بخارای شریف، صدای فرغانه، آیینه، توران و صدای ترکستان منتشر شدند. عبدالرئوف فطرت، میرزا سراج حکیم، صدیقی عجزی، تاش خواجه اسیری، صدرالدین عینی و بسیاری دیگر از روزنامه‌نگاران، دانشمندان، شاعران و نویسندگان روشن‌فکر و ملی‌گرای آسیای مرکزی از جمله کسانی بودند که به این نحلهٔ فکری ارتباط داشتند.
خیوه‌ایان جوان و بخارایان جوان الهام بخش انجمن استقلال کاشغر در سال ۱۹۳۳ بودند.